# Phyllanthus mocquerysianus
Phyllanthus mocquerysianus är en emblikaväxtart som beskrevs av A.Dc.. Phyllanthus mocquerysianus ingår i släktet Phyllanthus och familjen emblikaväxter. Inga underarter finns listade i Catalogue of Life.